# Daniel Grenier
Pour les articles homonymes, voir Grenier (homonymie).
Daniel Grenier est un auteur-compositeur-interprète folk et humoriste né le 7 septembre 1972 à Victoriaville au Québec(Canada). Il est un des membres fondateurs du trio comique Les Chick'n Swell, dont l'émission hebdomadaire a été diffusée pendant trois étés consécutifs, de 2001 à 2003, à la télévision de Radio-Canada. C'est à l'époque de cette émission, dont il signait la chanson thème, qu'il composa les pièces de son premier album, Les guerriers de la lumière.
Après les Chick'n Swell, Daniel entreprit une carrière solo. On le vit dans plusieurs galas télévisés en plus de présenter son humour un peu partout en province. Son premier one-man-show, J'adore, a commencé en 2019 et se poursuit toujours en 2020. De plus, il est auteur pour Radio-Canada[réf. nécessaire]. Son frère, Michel Grenier est son gérant depuis les débuts de sa carrière solo.

## Carrière musicale
Le premier disque de Daniel Grenier lui vaut une nomination au gala de l'ADISQ en 2004 dans la catégorie « Album de l'année - Alternatif ».
À l'automne 2005, il fait paraître son second album, Le chemin des étoiles, en plus d'apparaître sur le disque des Chick'n Swell, Victo Power, avec Simon-Olivier Fecteau et Francis Cloutier. Ce dernier disque remporte le Félix de l'album d'humour de l'année au gala de l'ADISQ en 2006.

## Vie personnelle
Daniel Grenier est père du comédien Édouard Tremblay-Grenier.

## Télévision
- 2000 : Catherine : Ami de l'homme étouffé
- 2001-2003: Les Chick'n Swell (TV)
- 2009-2013: Animation Gala Les Olivier (Radio-Canada)

## Discographie

### Solo
- Daniel Grenier et les guerriers de la lumière (2004)
- Le Chemin des étoiles (2005)
- J'ai un poussin sur la tête (2014)
- Pourpre majestueux (2016)
- Le Village des souris (2017)

### Avec les Chick'n Swell
- Victo Power (La Tribu, octobre 2005)
- Victo Racing (La Tribu, mai 2010)